# Colônia da coroa

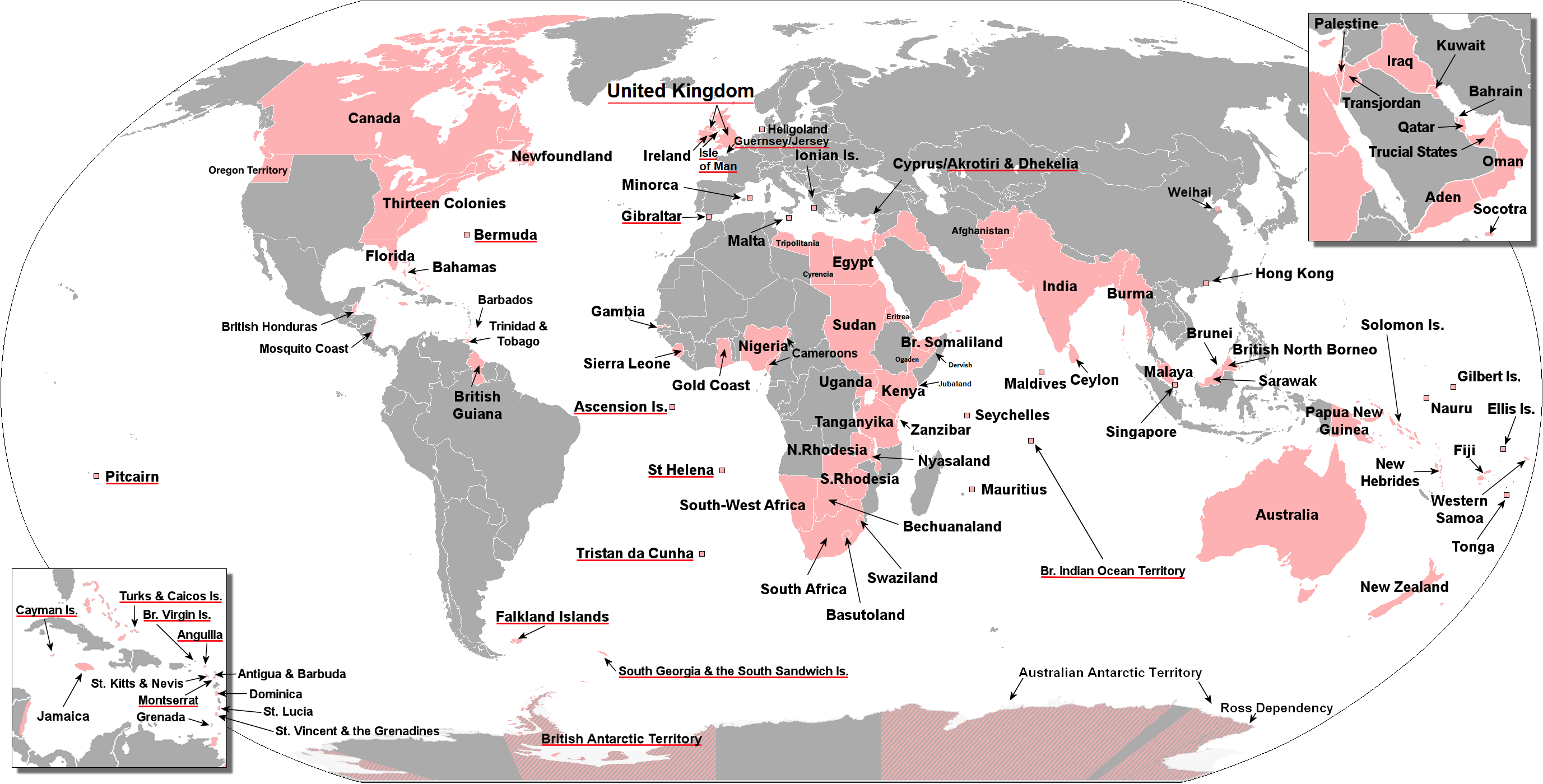
Dependências, colônias e protetorados do Império britânico.

Uma colônia (português brasileiro) ou colónia (português europeu) da coroa foi um tipo de administração colonial do Império Britânico. Colônias da coroa eram governadas por um governador apontado pela Coroa. Apesar do termo não ter sido usado na época, a primeira das que se tornariam conhecidas como colônias da coroa foi a Colônia de Virgínia no atual Estados Unidos, após a Coroa tomar o controle da Virginia Company em 1624. Ao longo do século XVIII a maioria das colônias proprietárias passaram para o controle direto da coroa britânica tornando-se colônias da coroa.
Houve também a tentativa de se criar uma espécie de Governo Geral, através da criação do Domínio da Nova Inglaterra entre 1686 e 1689. O Domínio consistia inicialmente dos território da colônia da baía de Massachusetts (incluindo o atual Maine), colônia de Plymouth, Rhode Island, Connecticut e New Hampshire, e foi estendido para incluir Nova York, e também East e West Jersey em 1688. 
Até a metade do século XIX, o termo foi primariamente usado para se referir àquelas colônias que haviam sido adquiridas através de guerras, como Trinidad e a Guiana Britânica, mas após este ponto, foi mais amplamente aplicado para qualquer colônia com exceção da Índia britânica e as colônias de povoamento britânicas como Austrália, Canadá e Nova Zelândia (que mais tarde se tornariam Domínios).